# Martin Marietta Materials
Martin Marietta Materials Inc. är ett amerikanskt multinationellt tillverkningsföretag inom branschen för byggnadsmaterial. De har verksamheter i 26 amerikanska delstater, Kanada och länder i Västindien.
Företaget har sitt ursprung från 1939 som Superior Stone, företaget blev 1959 uppköpta av American-Marietta Corporation. Två år senare fusionerades American-Marietta med The Martin Company och Superior Stone blev en del av det nya företaget, Martin Marietta Corporation. 1993 blev Martin Marietta Materials ett dotterbolag till Martin Marietta Corporation. Den 15 mars 1995 fusionerades deras moderbolag med Lockheed Corporation och bildade Lockheed Martin Corporation. 1996 beslutade Lockheed Martin att knoppa av dotterbolaget till att vara ett självständigt bolag och fick det nuvarande namnet. Den 28 januari 2014 meddelade de att de och Texas Industries, Inc. skulle fusioneras med varandra senare under året, och den 2 juli slutfördes fusionen mellan de två.